# Аверин, Иван Степанович
Иван Степанович Аверин — советский хозяйственный и государственный деятель, Герой Социалистического Труда.

## Биография
Родился в 1932 году в Дубне. Член КПСС.
В 1943—1954 — пахарь, механизатор полеводческой бригады в колхозе Дубенского района Тульской области.
В 1954—1991 — звеньевой комсомольско-молодёжного звена, бригадир механизированной бригады полеводов-кукурузоводов совхоза «Серебряные Пруды» Серебряно-Прудского района Московской области.
Указом Президиума Верховного Совета СССР от 23 декабря 1976 года присвоено звание Героя Социалистического Труда с вручением ордена Ленина и золотой медали «Серп и Молот».
Делегат XXVI съезда КПСС.
Умер в 1996 году в Серебряных Прудах.

## Награды и звания
- Герой Социалистического Труда (23.12.1976)
- Орден Ленина (08.04.1971; 23.12.1976)
- Орден Октябрьской Революции (11.12.1973)